# Lukić
Lukić ali Lukič je priimek več znanih oseb:
- Avram Lukić (ok. 1760 - 1815), vojvoda v 1. srbski vstaji
- Ivanka Lukić-Šotra (1913 - 1984), srbska slikarka
- Ljubiša Lukić, medicinski transfuziolog
- Mara Lukić-Jelesić (1885 - 1979), srbska slikarka
- Milan Lukić, podjetnik (LUMAR)
- Radeta Lukić
- Radomir Lukić (1914 - 1999), profesor za teorijo države in prava v Beogradu, akademik
- Sveta Lukič
- Svetolik Lukić (1908 - 1980), srbski slikar
- Vladeta Lukić (1910 - 1978), srbski filmski snemalec
- Vojin Lukić (1919 - 1997), srbsko-jugoslovanski politik, zvezni sekretar za notranje zadeve
- Vojo Lukić (Vojislav Lukić), novinar, publicist
- Žika Lukić (1935 - 2002), biolog, slikar srbskega rodu
- Živojin Lukić (1889 - 1934), srbski kipar